# Wittow (Schiff, 1895)
Das Fährschiff Wittow wurde 1895 auf der Stettiner Vulcan-Werft gebaut.
Ab 1896 wurde die Kleinbahnfähre als Wittower Fähre auf der Insel Rügen eingesetzt. Gemeinsam mit dem 1911 ebenfalls in Stettin gebauten Schwesterschiff Jaspar von Maltzahn, später Bergen diente sie jahrzehntelang dazu, jeweils drei Eisenbahnwagen oder (im Bedarfsfall) eine Dampflokomotive der Schmalspurbahnlinie Bergen–Trent–Wittower Fähre–Wiek–Altenkirchen der Rügenschen Kleinbahn (RüKB) oder 4–5 Kraftfahrzeuge über den ca. 350 m breiten Strom zu trajektieren, der zwischen den Gemeinden Trent und Wiek die Halbinsel Wittow vom Kernland Rügens trennt und zugleich den Rassower Strom mit dem Breetzer Bodden verbindet.
Am 10. September 1968 wurde der Eisenbahnverkehr auf der Nordstrecke von Wittower Fähre (Fährhof) nach Altenkirchen auf der Halbinsel Wittow und am 18. Dezember 1969 der Personenverkehr nach Bergen eingestellt. Am 19. Januar 1970 wurde nach Einstellung des Güterverkehrs auch der Streckenabschnitt Bergen–Wittower Fähre stillgelegt. Mit dem Ende der Strecke nach Altenkirchen wurden bei beiden Fährschiffen die Gleise ausgebaut und an die Weiße Flotte übertragen, um nun Personen und Kraftfahrzeuge zu befördern.
Die Überfahrt dauerte jeweils ca. vier Minuten.

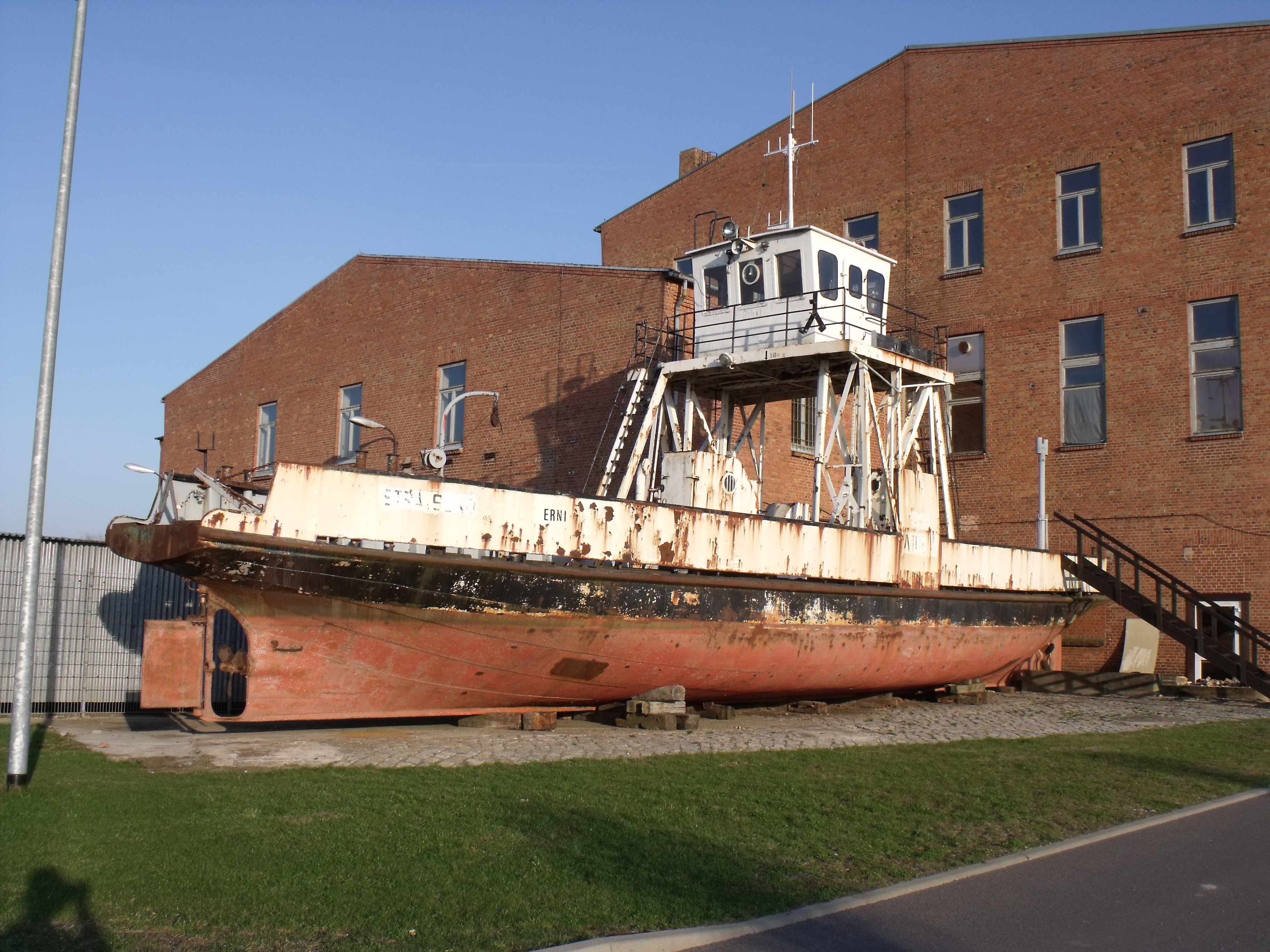
Fähre Wittow vor dem Technikmuseum in Barth (2010)

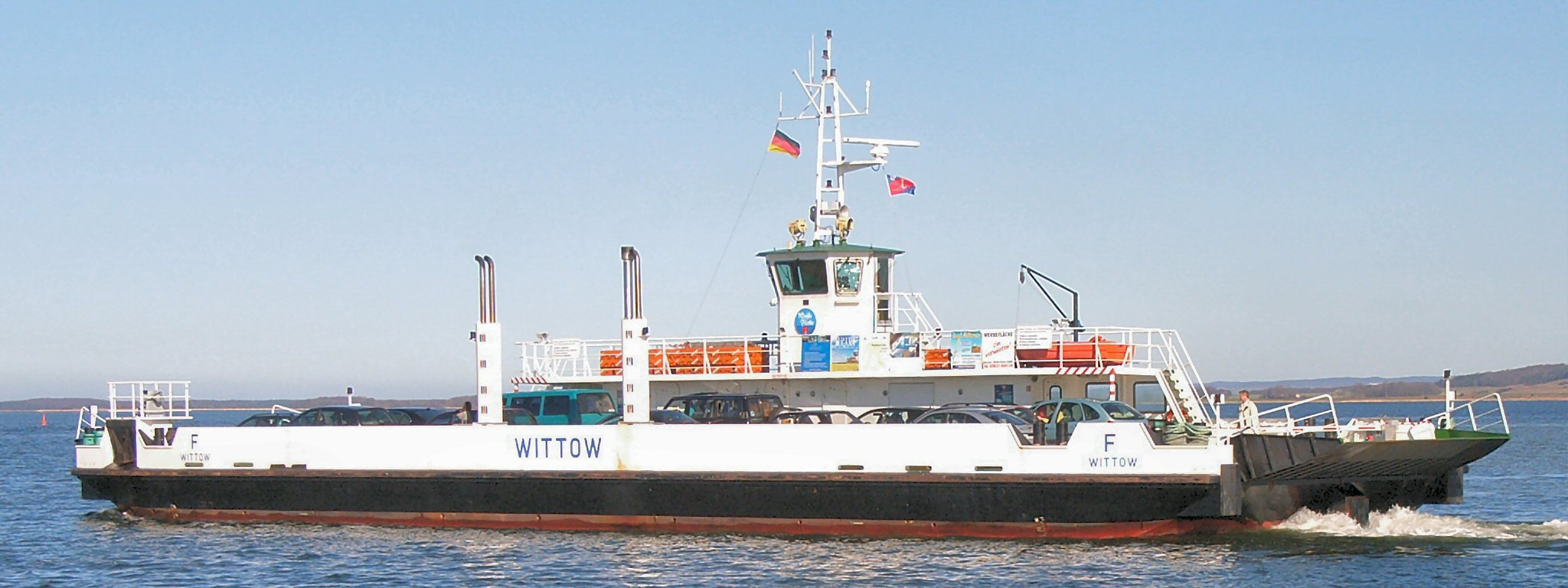
Das neue Fährschiff Wittow

Die Fähre wurde im August 1995 außer Dienst gestellt und in das Technikmuseum „Zuckerfabrik“ im vorpommerschen Barth geschleppt, wo sie als Café dienen sollte. Am 10. Oktober 2005 wurde die Fähre aus dem Wasser gehoben und vor die Zuckerfabrik in den Barther Hafen gesetzt. Eine Besichtigung ist auf Anfrage möglich. 2012 wurde das Schiff an den „Förderverein zur Erhaltung der Rügenschen Kleinbahnen e.V.“ verkauft, seitdem läuft auch die betriebsfähige Aufarbeitung der Fähre.
Das Schwesterschiff Bergen war bereits 1997 abgewrackt worden.
Ein neues auf der Oderwerft Eisenhüttenstadt gebautes Fährschiff Wittow wurde 1996 in Dienst gestellt.